# Dekanat koniński II
Dekanat koniński II – jeden z 33 dekanatów rzymskokatolickiej diecezji włocławskiej.
W skład dekanatu wchodzą następujące parafie:
- parafia NMP Królowej Polski w Koninie
- parafia św. Wojciecha w Koninie-Morzysławiu
- parafia bł. Jerzego Matulewicza w Koninie-Laskówcu
- parafia św. Stanisława Biskupa w Kramsku
- parafia św. Doroty w Licheniu Starym
  - sanktuarium Matki Bożej Bolesnej Królowej Polski

Dziekan dekanatu konińskiego II
- ks. prał. dr Zbigniew Cabański – proboszcz parafii NMP Królowej Polski w Koninie

Wicedziekan
- ks. kan. dr Henryk Witczak – proboszcz parafii św. Wojciecha w Koninie